# Puschinnen
Puschinnen, 1938 bis 1945 Grenzbrück (litauisch Pušynai) ist ein verlassener Ort im Rajon Krasnosnamensk der russischen Oblast Kaliningrad.
Die Ortsstelle befindet sich zwei Kilometer nordwestlich von Bolotnikowo (Szameitkehmen/Lindenhaus) am kleinen Fluss Podlesnaja (dt. Raguppe, 1938 bis 1945: Krebsbach).

## Geschichte

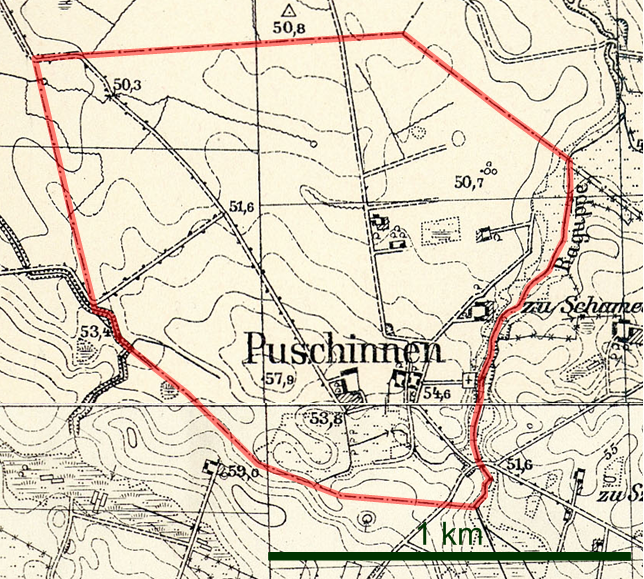
Die Gemeinde Puschinnen auf zwei Messtischblättern von 1933 und 1937

Buschinen wurde 1580 erstmals erwähnt. Später wurde der Ort Puschiney und Puschienen genannt. Um 1780 war Puschinnen ein königliches Bauerndorf. 1874 wurde die Landgemeinde Puschinnen in den neu gebildeten Amtsbezirk Henskischken im Kreis Pillkallen eingegliedert. 1938 wurde Puschinnen in Grenzbrück umbenannt. 1945 kam der Ort in Folge des Zweiten Weltkrieges mit dem nördlichen Ostpreußen zur Sowjetunion. Einen russischen Namen bekam er nicht mehr.

### Einwohnerentwicklung
| Jahr | Einwohner | Bemerkungen                |
| ---- | --------- | -------------------------- |
| 1867 | 56        |                            |
| 1871 | 58        |                            |
| 1885 | 62        |                            |
| 1905 | 37        | davon 8 litauischsprachige |
| 1910 | 28        |                            |
| 1933 | 49        |                            |
| 1939 | 28        |                            |

## Kirche
Puschinnen/Grenzbrück gehörte zum evangelischen Kirchspiel Pillkallen.